# 다나카 히카루 (체조 선수)
다나카 히카루(일본어: 田中光, 1972년 7월 19일 ~ )는 일본의 체조 선수이다. 1996년 하계 올림픽에서 종합 18위를 차지했다.